# Saruka-jinja
Le Saruka-jinja (猿賀神社) est un sanctuaire shinto situé à Hirakawa, préfecture d'Aomori au Japon.
Ce sanctuaire aurait été fondé en 807, au passage du shogun Sakanoue no Tamuramaro vers le nord durant la campagne contre les Ezo,.
Le honden, bâtiment principal du sanctuaire qui date de 1826, est une propriété culturelle préfectorale,, tout comme les archives du bâtiment (棟札).
Le Saruka-jinja possède un étang de lotus roses. Et, chaque année, un matsuri (festival) est organisé pour célébrer la plantation du riz.

## Galerie

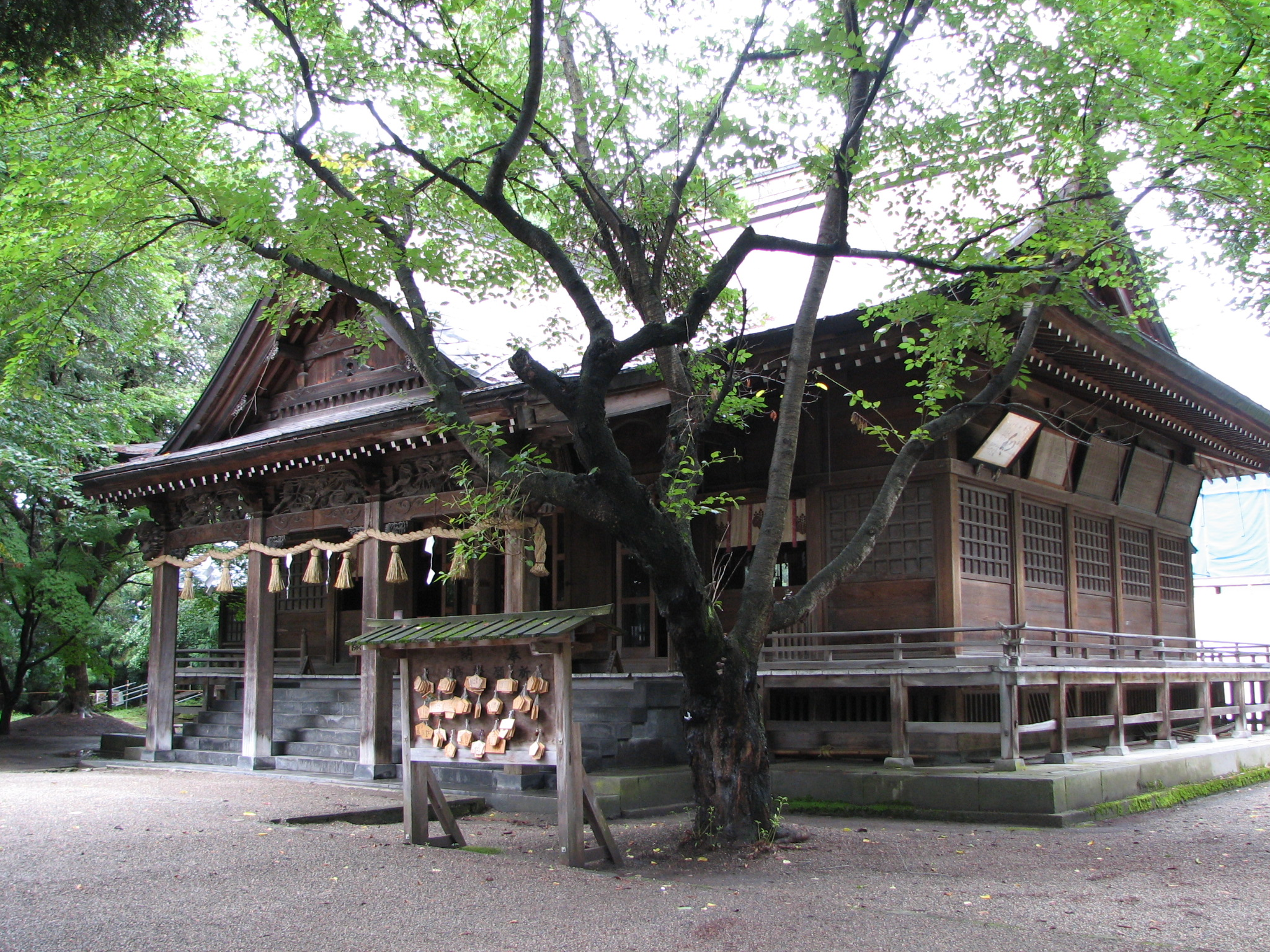
Haiden : bâtiment du sanctuaire consacré au culte.
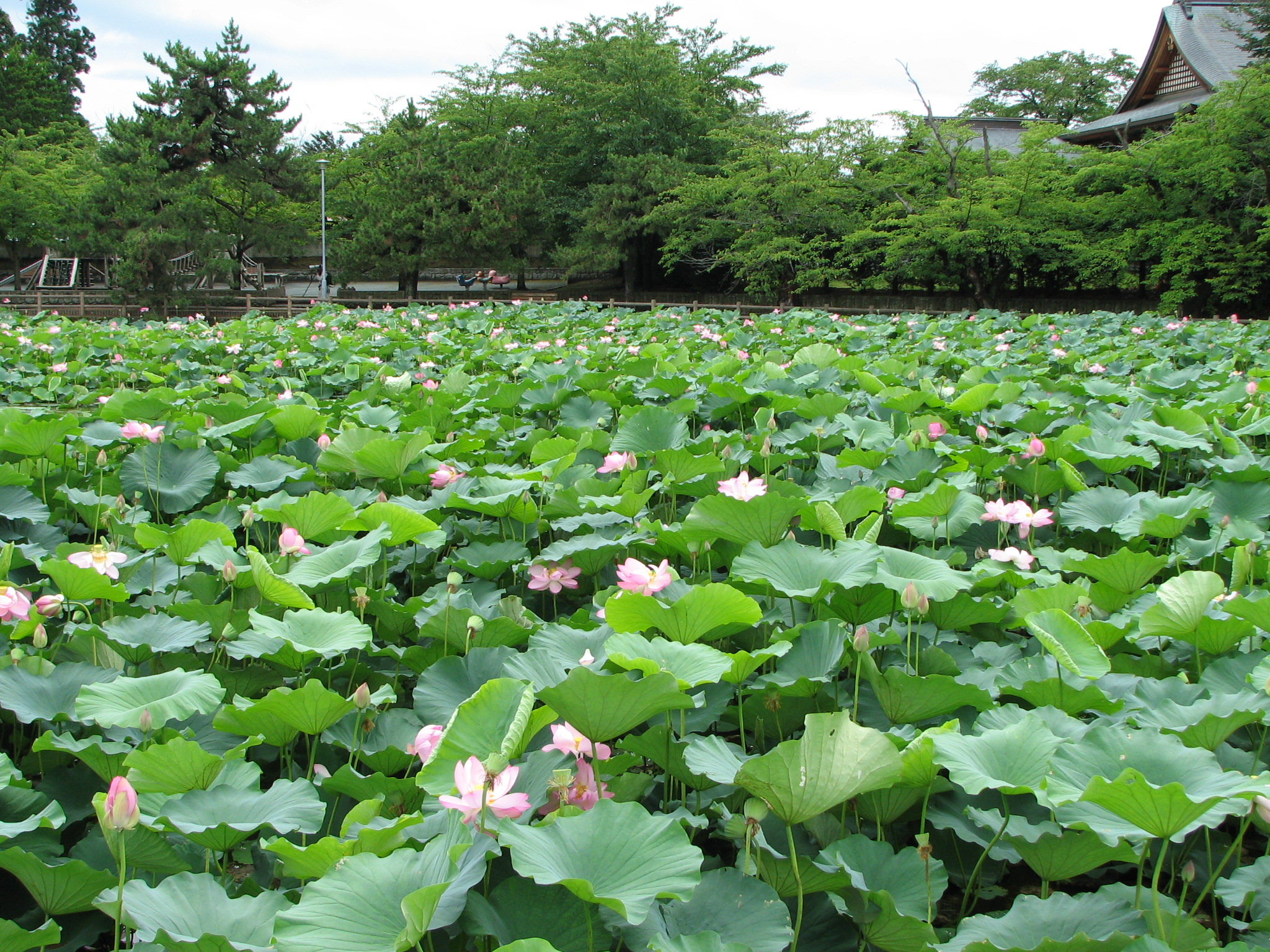
Étang de lotus.

## Source de la traduction
- (en) Cet article est partiellement ou en totalité issu de l’article de Wikipédia en anglais intitulé « Saruka Jinja » (voir la liste des auteurs).